# Урочище Дзерівка
Уро́чище «Дзе́рівка» — ботанічний заказник місцевого значення. Оголошений відповідно до Рішення 13 сесії Вінницької обласної ради 22 скликання від 16.12.1997 р. Охороняється мальовниче урочище, де ростуть рідкісні рослини: сон великий та горицвіт весняний занесені до Червоної книги України, цінні лікарські рослини.
Розташований у долині р. Іцька неподалік від місця впадіння у р. Сільниця у північній частині с. Клебань Тульчинського району Вінницької області на відстані 1,5 км від центру села. Місцевість горбиста, заболочена, вкрита лучно-степовою рослинністю.